# Distretto di Ulukışla

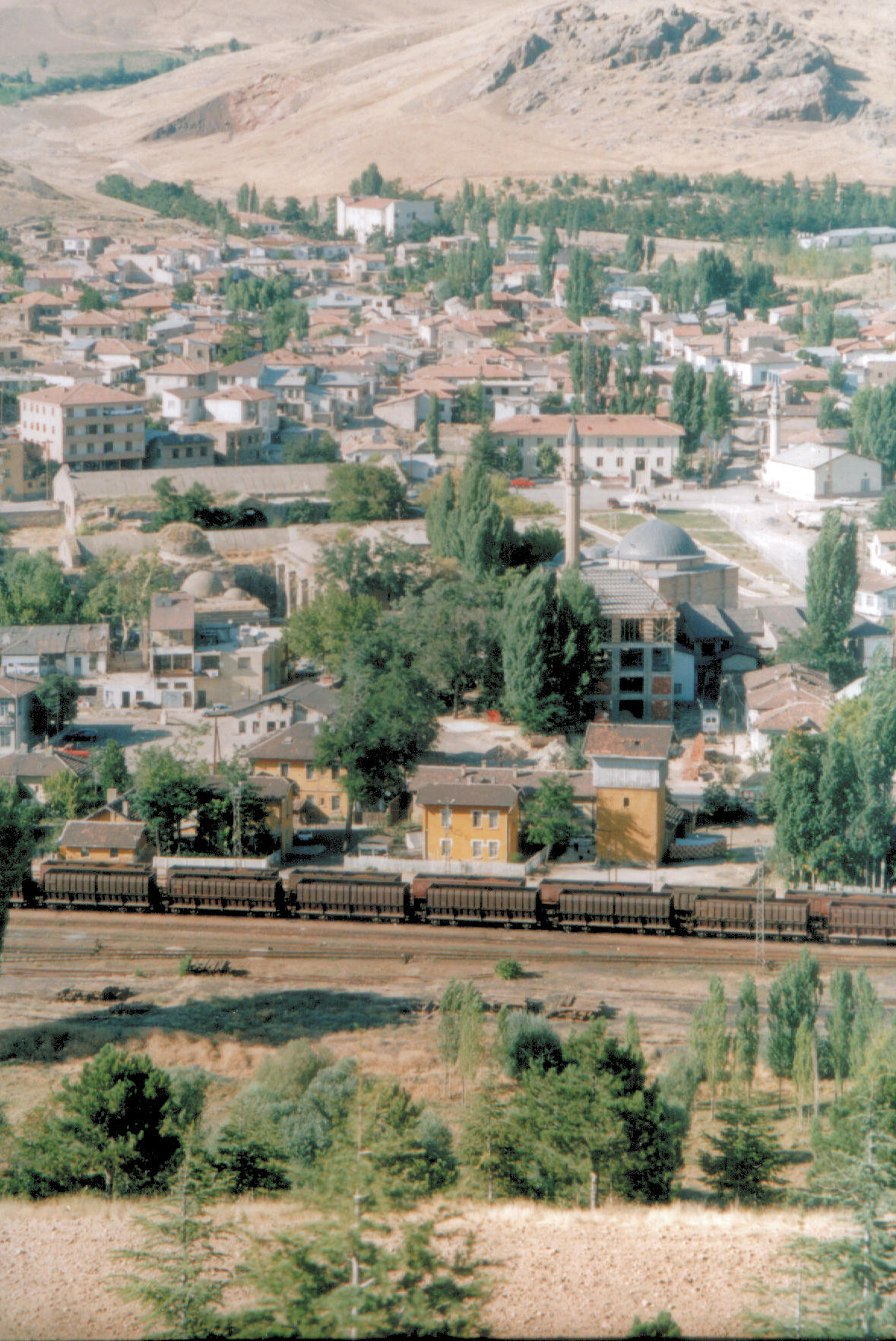
General view of Ulukışla

Il distretto di Ulukışla (in turco Ulukışla ilçesi) è uno dei distretti della provincia di Niğde, in Turchia.